# Mario Richter
Mario Richter (Valdagno, 13 dicembre 1935) è un critico letterario italiano.

## Biografia
Ordinario di Lingua e Letteratura francese dal 1972, ha insegnato nelle Università di Lecce, Parma, Milano (Università Cattolica del Sacro Cuore) e infine, per un trentennio (1977-2007), alla Facoltà di Lettere e Filosofia dell'Università degli Studi di Padova, nella cattedra appartenuta a Diego Valeri. Dal 1962 al 1964 è stato lettore all'Università di Grenoble.
Le sue principali indagini vertono sulla poesia francese e italiana, in particolare su quella del Cinquecento (Giovanni Della Casa, Théodore de Bèze, Jean de Sponde) e dell'Otto-Novecento (Baudelaire, Rimbaud, Apollinaire, Breton, Soffici).

## Opere e curatele
- Théodore de Bèze, Chrestiennes méditations, texte établi et Introduction par Mario Richter, Genève-Paris, Droz-Minard, 1964.
- Giovanni Della Casa in Francia nel secolo XVI, Roma, Edizioni di Storia e Letteratura, 1966.
- La formazione francese di Ardengo Soffici (1900-1914), Milano, Società Editrice Vita e Pensiero, 1969 (ristampa: Prato, Pentalinea, 2000).
- La poesia lirica in Francia nel secolo XVI,  Milano, Cisalpino-Goliardica, 1971 (successive ristampe).
- Jean de Sponde e la lingua poetica dei Protestanti nel Cinquecento, Milano, Cisalpino-Goliardica, 1973 (traduzione francese: Jean de Sponde et la langue poétique des Protestants, traduit de l'italien par Y. Bellenger et Fr. Roudaut, Paris, Classiques Garnier, 2011).
- La Crise du logos et la quête du mythe. Baudelaire – Rimbaud – Cendrars – Apollinaire. Lecture de «L'Albatros»,  «Ma Bohème», «Le Cœur supplicié», «Aube», «Les Pâques à New York», «Le Musicien de Saint-Merry» («Les mordonnantes mériennes»), «La Victoire». Traduit de l'italien par J.-Fr. Rodriguez, Neuchâtel, Éditions de La Baconnière, 1976.
- G. Prezzolini- A. Soffici, Carteggio, vol. I, a cura di M. Richter, Roma, Edizioni di Storia e Letteratura, 1977; vol. II, a cura di M. E. Raffi e M. Richter, Roma, Edizioni di Storia e Letteratura, 1982.
- Les Deux “cimes” de Rimbaud : «Dévotion» et «Rêve», Genève-Paris, Éditions Slatkine, 1986.
- Apollinaire. Il rinnovamento della scrittura poetica all'inizio del Novecento, Bologna, Il Mulino, 1990.
- La “moralité” di Baudelaire. Lettura de "Les Fleurs du Mal", voll. I-VIII, Padova, Cleup, 1990-1997.
- G. Papini-A. Soffici, Carteggio, voll. I-IV, Roma-Fiesole, Edizioni di Storia e Letteratura e Fondazione Primo Conti, 1991-2002.
- Charles Baudelaire, Les Fleurs du Mal. Lecture intégrale, voll. I-II, Genève, Slatkine, 2001.
- Arthur Rimbaud, Opere complete, a cura di Antoine Adam. Introduzione, revisione e aggiornamento di M. Richter, Torino-Parigi, Einaudi-Gallimard (“Biblioteca della Pléiade”), 1992.
- Viaggio nell'ignoto. Rimbaud e la ricerca del nuovo, Roma, La Nuova Italia Scientifica (poi Carocci), 1993*Jean de Sponde, Meditazioni sui Salmi e poesie, a cura di M. Richter, Cinisello Balsamo, Edizioni San Paolo, 1998.
- Papini e Soffici. Mezzo secolo di vita italiana (1903-1956), Firenze, Le Lettere, 2005.
- Apollinaire. Le renouvellement de l'écriture poétique du XXe siècle, Paris, Classiques Garnier, 2014.
- Charles Augustin de Sainte-Beuve, Port-Royal, a cura di M. Richter, voll. I-II, Torino, Einaudi (“I Millenni”), 2011.
- Rimbaud, Il Cuore suppliziato, con il commento di Mario Richter, Einaudi, Quanti, 2013 (solo in e-book).
- François-René de Chateaubriand, Genio del cristianesimo, a cura di M. Richter, Torino, Einaudi (“I Millenni”), 2014.
- Allocuzioni di Immortali. Discorsi all'Accademia francese fra Sei e Settecento, a cura di M. Richter, Cespes, Rubbettino, 2017.
- Galleria novecentesca. Incontri da Soffici a Zanzotto, Roma, Edizioni di Storia e Letteratura, 2017.